# 1140年代
| 千纪： | 2千纪                                                                                            |
| 世纪： | 11世纪 \| 12世纪 \| 13世纪                                                                       |
| 年代： | 1110年代 \| 1120年代 \| 1130年代 \| 1140年代 \| 1150年代 \| 1160年代 \| 1170年代                 |
| 年份： | 1140年 \| 1141年 \| 1142年 \| 1143年 \| 1144年 \| 1145年 \| 1146年 \| 1147年 \| 1148年 \| 1149年 |

## 大事记
- 1140年，顺昌之战。
- 1140年，岳飛第四次北伐。
- 1141年，绍兴和议。
- 1147年，莫斯科建城。
- 1147年—1149年，第二次十字軍东征。

## 出生
- 1140年，辛弃疾，南宋政治家。
- 1147年，源赖朝，鎌倉幕府首任征夷大將軍。

## 逝世
- 1140年，李纲，南宋大臣。
- 1142年，岳飞，南宋統帥。
- 1147年，牛皋，南宋將領。
- 1148年，兀术，金朝將領。
- 1149年，金熙宗，金朝第三位皇帝。